# Дубатовка (Дятловский район)
Дубато́вка (бел. Дубатоўка) — деревня в Даниловичском сельсовете Дятловского района Гродненской области Белоруссии.
По переписи населения 2009 года в Дубатовке проживало 12 человек.

## История
В 1909 году Дубатовка — деревня в Кошелёвской волости Новогрудского уезда Минской губернии (40 дворов, 240 жителей).
В 1921—1939 годах Дубатовка находилась в составе межвоенной Польской Республики. В 1923 году в Дубатовке было 33 хозяйства, 177 жителей. В сентябре 1939 года Дубатовка вошла в состав БССР.
В 1996 году Дубатовка входила в состав Торкачёвского сельсовета и колхоза «Беларусь». В деревне насчитывалось 30 хозяйств, проживало 38 человек.
13 июля 2007 года вместе с другими населёнными пунктами упразднённого Торкачёвского сельсовета Дубатовка была передана в Даниловичский сельсовет.